# Nemesdéd
Nemesdéd est un village et une commune du comitat de Somogy en Hongrie.